# Liste von Synagogen in Unna
Die Liste von Synagogen in Unna nennt die ehemaligen und die bestehende Synagoge in Unna, Kreis Unna.
Mehrere Niederschriften über ehemalige Synagogen auf dem Stadtgebiet belegen eine lange jüdische Tradition in Unna. Historische Quellen weisen auf die Anwesenheit von Juden bereits zu Beginn des 14. Jahrhunderts hin. Die Errichtung von Synagogen und Betstuben wurde seit Anfang des 19. Jahrhunderts nachweislich betrieben, von denen die meisten zwischenzeitlich aufgelöst, geschlossen oder umgewidmet worden sind. Im Einzelnen sind folgende Einrichtungen bekannt:

## Synagoge Südwall
1805 gelang es der jüdischen Gemeinde, ein Wohnhaus am Südwall zu erwerben. Bereits ein Jahr später wurde mit staatlicher Genehmigung dieses Wohnhaus zur Synagoge bestimmt. Bereits im Jahr 1808 wurde das Haus wegen Baufälligkeit verkauft.

## Betstube im Hause von Meyer Simon
Bis 1822 befand sich im Hause Meyer Simons eine Betstube. In diesem Jahr kündigte vorgenannter der jüdischen Gemeinde. Der Grund für die Kündigung war eine Spaltung der Gemeinde. Während der eine Teil der gespaltenen Gemeinde weiter bei Meyer Simon die Gottesdienste feierte, richtete der andere Teil im Hause des Bürgers Bothe eine Synagoge ein.

## Synagoge Hertinger Straße
Am 12. März 1827 kaufte der jüdische Kaufmann Samuel Salomon einen Teil des sogenannten Wiegerschen Hauses an der Hertinger Straße. Samuel Salomon nannte sich später Samson. Samuel Samsons Grab befindet sich auf dem neuen Friedhof in Unna. Unter Hilfestellung der Stadt und der evangelischen Geistlichkeit gelang es, die Spaltung der jüdischen Gemeinde beizulegen. Im Jahr 1829 kaufte die Gemeinde das Gebäude von Samuel Salomon und richtete dort ihre Synagoge ein. In den nächsten zwei Jahrzehnten wuchs die Gemeinde erheblich. 1849 lebten in Unna bereits 103 Juden.

## Synagoge Klosterstraße
Da die katholische Gemeinde eine neue Kirche erbaute, hatte sie keinen Bedarf mehr an der Kapelle des früheren St.-Katharinen-Klosters. Diese Kapelle wurde von der jüdischen Gemeinde erworben und für ihre Zwecke umgebaut. Bis zur zwangsweisen Auflösung der Gemeinde im Jahr 1938 diente sie als Synagoge. Die der Synagoge angegliederte Schule wurde nach dem Ersten Weltkrieg aufgelöst.

## Betstube des jüdischen Altersheimes

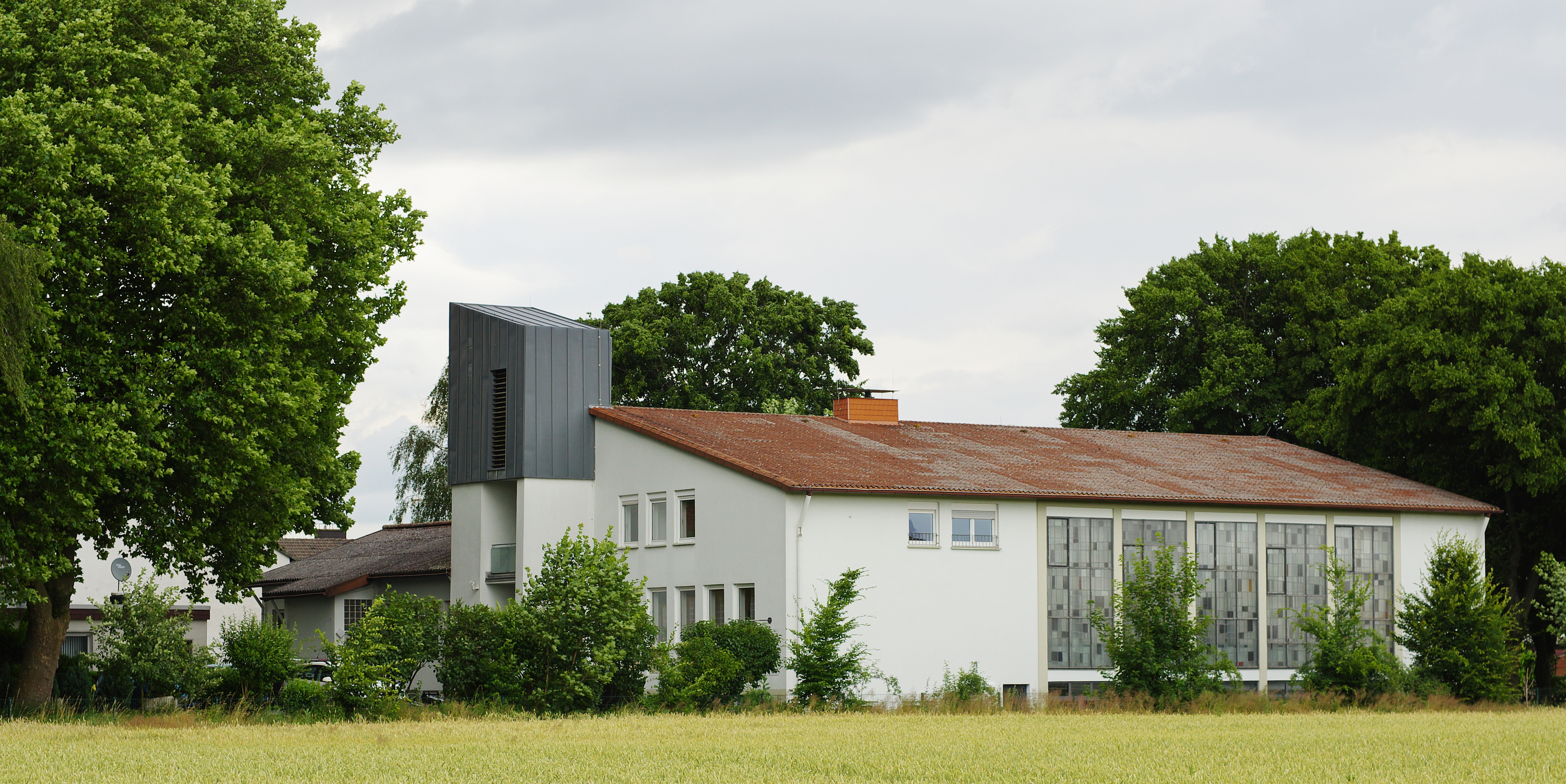
Die neue Synagoge in Massen

Am 9. Juli 1905 wurde in Unna das erste jüdische Altersheim in Unna eingeweiht. Es befand sich in der Mühlenstraße 7. Für die dort lebenden alten Menschen wurde eine Betstube eingerichtet. In der Nachkriegszeit erwarb die katholische Gemeinde St. Katharina das Gebäude von der Jewish Trust Corporation. Heute ist es das katholische Bonifazius-Altersheim. Nachdem sich Ende 1990 / Anfang 2000 eine neue jüdische Gemeinde gegründet hatte, diente die Betstube zeitweise als Synagoge der neuen jüdischen Gemeinde.

## Synagoge Buderusstraße (Massen)
Seit 2009 dient das ehemalige Bodelschwinghhaus in Unna-Massen als Synagoge der neuen jüdischen Gemeinde.